# Бликса Баргельд

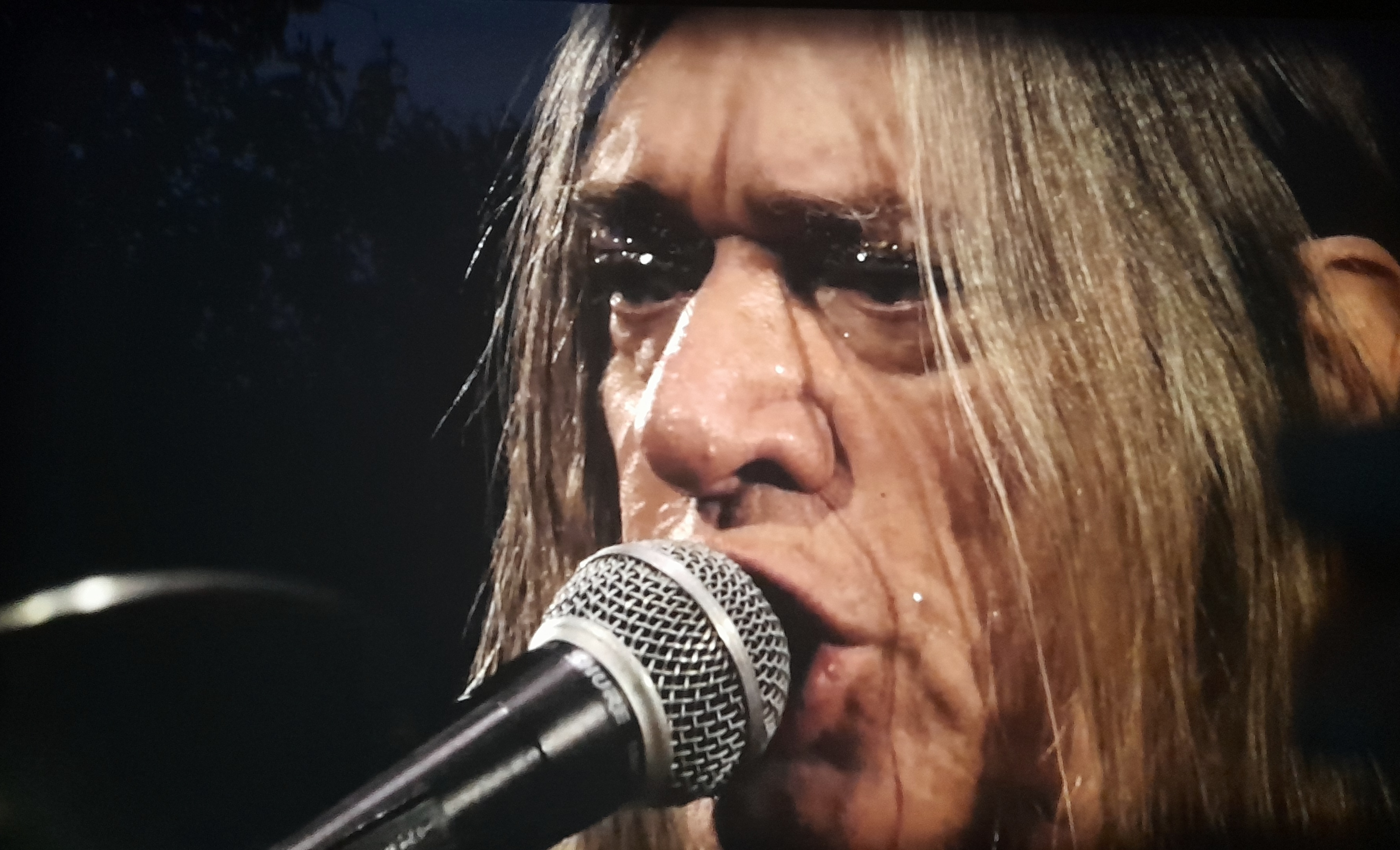
Blixa bargeld 2024

Бли́кса Ба́ргельд (нем. Blixa Bargeld; настоящее имя — Ханс-Кри́стиан Э́ммерих, нем. Hans-Christian Emmerich, родился 12 января 1959 года в Западном Берлине) — немецкий музыкант, певец, поэт, актёр. Известен, в частности, как лидер, основатель и автор текстов группы Einstürzende Neubauten; бывший гитарист группы Nick Cave and the Bad Seeds.

## Биография
О жизни Баргельда до 1980 года мало что известно. Он вырос в Западном Берлине, был изгнан из школы за поджог во время школьного совета с запретом обучаться в пределах ФРГ. До Einstürzende Neubauten участвовал в неизвестных местных панк-группах. В начале 1980-х открыл небольшой музыкальный магазин, в помещении которого и жил.
В 1980 году Баргельд основал группу Einstürzende Neubauten, которая выпустила многочисленные альбомы и синглы, давала концерты во всём мире, и существует по сей день.
Начиная с 1983 года, Баргельд сотрудничал с Ником Кейвом. Сначала в группе The Birthday Party, затем, с 1984 по 2003, Баргельд был гитаристом и вторым вокалистом группы Ника Кейва «Nick Cave and the Bad Seeds». Известная композиция «Weeping Song» этой группы — дуэт Ника Кейва и Бликсы Баргельда. На концертах Баргельд прекрасно заменял Кайли Миноуг, исполняя её партию в хите «Where The Wild Roses Grow».
Начиная с 1988 года, когда Einstürzende Neubauten написали музыку к спектаклю Bildbeschreibung Ханса Мюллера, Бликса Баргельд стал интересоваться театром. Бликса был задействован в нескольких спектаклях; в частности в спектакле Kosmos (Test) на основе произведения «Маленький Иегова» Пьера Грипари, где он сыграл роль Доктора Гайста. Также Бликса является режиссёром одной из постановок по роману Дж. М. Кутзее «В ожидании варваров».
С середины 1990-х годов Баргельд даёт сольные концерты в жанре spoken word — т. н. Rede/Speech Performances (дословно: Речевые представления). Во время этих шоу, обычно при поддержке звукоинженера Einstürzende Neubauten Бориса Вильсдорфа (нем. Boris Wilsdorf), Баргельд использует микрофоны, звуковые эффекты, наложения звука с помощью семплеров и говорит на английском или немецком. Среди исполняемых номеров — такие уникальные представления, как вокальное создание ДНК ангела и пародия на техно-композицию.
В 2003 году Баргельд принял решение покинуть состав «Nick Cave and the Bad Seeds» для того, чтобы сконцентрироваться на своих проектах и идеях. В дальнейшем, помимо работы с Einstürzende Neubauten, Баргельд сотрудничал и с другими музыкантами. Так, в 2007 году он вместе со звуковым художником Alva Noto запустил совместный проект, названный ANBB (название образовано из инициалов участников). Итогом сотрудничества стали различные перфомансы и полноценный студийный альбом, выпущенный в 2010 году.
В 2013 году вышел альбом Still Smiling совместно с итальянским композитором Тио Теардо.

## Дополнительные факты
- Бликса (нем. Blixa) — немецкая торговая марка фломастеров. Баргельд (нем. Bargeld) переводится с немецкого как наличные деньги. Прототипом его псевдонима стала фамилия швейцарского дадаиста Йоханнеса Теодора Бааргельда (нем. Johannes Theodor Baargeld)
- Баргельд обладает уникальным голосом. Один из узнаваемых моментов — уникальный вопль, напоминающий крик зверя. Баргельд демонстрирует свой крик на альбомах Einstürzende Neubauten, во время концертов, и даже в известном фильме Мумия, в котором он озвучил рёв мумии.
- Бликса и его жена (китаянка Эрин Чжу, которая моложе его на 15 лет) живут в Сан-Франциско (США), Пекине (Китай) и Берлине (Германия). У них есть дочь.
- В 1994 году Бликса появился на одном из центральных телеканалов Германии в популярном кулинарном шоу «Alfredissimo!», в котором приготовил ризотто[1].
- На протяжении 30 лет Бликса был вегетарианцем, как и большинство участников Einstürzende Neubauten[2][3]

## Сольная дискография
- 1995 — «Commissioned Music»
- 1996 — «Die Sonne» (альбом и сингл, совместно с Гудрун Гут и участниками Ocean Club)
- 2000 — «Recycled» (саундтрек Бликсы Баргельда, аранжировщик и дирижёр — Тим Исфорт (Tim Isfort), исполняется оркестром Тима Исфорта)
- 2001 — «Elementarteilchen» (радиоспектакль)
- 2010 — «Mimikry» (с Alva Noto под вывеской ANBB)
- 2013 — «Still Smiling» (с Тео Теардо)
- 2016 — «Nerissimo» (с Тео Теардо)

## Избранная фильмография
- 1999 — Recycled [Barmann]
- 1999 — The Mummy [Mummy growling]
- 1996 — Die Totale Therapie [Roman Romero]
- 1992 — Die Terroristen!
- 1987 — Wings of Desire
- 1987 — Nihil oder Alle Zeit der Welt
- 1987 — Dandy (реж. Peter Sempel)
- 1981 — Kalt wie Eis